# Finalizer
A Finalizer (magyarul: Bevégző) ék alakú csillagromboló a Csillagok háborúja univerzumában. Hux tábornok zászlóshajója volt harminc évvel az endori csata után. Részt vett az ellenállók d’qari bázisa elleni csatában.

## Felépítése
A Finalizer 2915 méter hosszú volt, ezzel megelőzve a birodalmi csillagrombolók méreteit. A parancsnoki hídja alacsonyabban helyezkedett el. A parancsnoki hídból két darab volt, ha az egyik megsemmisül, akkor a másik híddal tovább tudják irányítani a csillagrombolót. A tetején ugyanúgy egy kommunikációs torony és a pajzsgenerátorok helyezkedtek el. A birodalmi csillagrombolókkal ellentétben a hangár nem alulról, hanem a csillagromboló oldalán volt, így megkönnyítette a teherszállítás és a hangár egy energiamezővel volt lezárva, hogy a foglyok ne tudjanak elmenekülni.

## Fegyverzete
A Finalizer fegyverzete 1500 lézer- és ionágyú, ezenkívül a hasán rakétakilövő ütegek, amik a fürgébb vadászgépeket is be tudják mérni. Vonósugárral is rendelkezik.

## Története
A Finalizer csillagrombolót titokban építette az Első Rend orbitális gyárakban. Ez sértette az Új Köztársaság fegyverszüneti megállapodását, amit a jakkui csata után írtak alá. Ez a csillagromboló a Birodalmi csillagromboló utódja volt.
A csillagrombolóba kiképző termeket is építettek, ahol a régi gyerekeket képezték ki. Amikor Phasma az Első Rend egyik legkiválóbb katonája lett, Brendol Hux Phasma századosnak adta az egyik termet, hogy osztagot képezzen ki az Első Rend számára. A Finalizer részt vett a jakkui Tuanulu csatában, hogy Kylo Ren megszerezze a Skywalkerhez vezető térképet.
Amikor Kylo Ren Poe Dameront elfogta, egy börtönblokkba vitte, hogy kihallgassa. Az egyik rohamosztagos, FN-2187 megszöktette, de lezuhantak a Jakku bolygóra. A Csillagpusztító Bázishoz visszatérve letesztelték a fegyvert, ezzel megsemmisítve az Új Köztársaságot. Ezalatt Kylo a parancsnoki hídból figyelte a szuperfegyver lövedékét.
Később részt vett az ellenállók d'qari bázis elleni csatában, nem sokkal a bázis elpusztítása után. A csata után Edrison kapitány vette át az irányítást, mivel Hux átkerül Snoke zászlóshajójára, a Supremacyra. Utána támadást indított az Ellenállás flottájára.

## Megjelenése

### Filmekben
- Csillagok háborúja VII: Az ébredő Erő
- Csillagok háborúja VIII: Az utolsó Jedik

### Könyvekben
- Star Wars: Az ébredő Erő
- Star Wars: Az utolsó Jedik
- Phasma

### Képregényekben
Megjelenik a Poe Dameron című és az Ébredő Erő képregény sorozatban.

## További információ
Képek az interneten a csillagrombolóról